# Zeche Aachen
Die Zeche Aachen war ein bis 1929 bestehendes Bergwerk für Glasurblei mit eigener Bleischmelze im Werschbachtal auf dem heutigen Gemeindegebiet von Much im Rhein-Sieg-Kreis, Nordrhein-Westfalen. Ebenso trägt der dortige Ortsteil seit etwa 1860 denselben Namen; vorher hieß er Pielsiefen.